# Любомльська серія поштових марок (1918)

Любомльська серія марок, 1918 рік

Любомльська серія марок — серія поштових марок, яка складалася з п'яти марок різних кольорів із зображенням найцікавіших архітектурних споруд міста Любомля, випущених 1918 року на замовлення австрійського уряду в Празькому мистецько-видавничому підприємстві «Уніон» для поштового вжитку цивільного населення Любомльської округи.

## Політичні умови на час випуску марок
Тихоплинне життя Любомльської волості було порушено Першою світовою війною. Влітку 1915 року німецькі і австрійсько-угорські війська підійшли до річки Буг. Козачі війська разом з адміністрацією волості насильно почали евакуацію населення до Гадяча, Миколаєва, під Брянськ і Курськ, аж до Уралу. Восени місто Любомль, як і вся округа, були повністю окуповані. Любомльська округа була поділена на дві зони між окупантами. На північ від села Згорани стояли німецькі війська, а в південній частині і Любомлі була австро-угорська адміністрація.
Австро-угорський уряд на відміну від російського, під впливом українських депутатів з Галичини, Українських Січових Стрільців змушений був зробити деякі поступки українському населенню. УСС в зоні окупації австро-угорських військ сприяли тому, щоб комендантами на Волині в окупованих містах були не поляки, а старшинами УСС. Комендант Любомля, якого місцеві жителі прозивали «Золотий Зуб», почав розвивати в місті шкільництво і українські традиції. Так, на базі двокласного сільського училища в 1916 році під опікою УСС було відкрито школу, де вперше за всю історію міста навчання велось українською мовою. Місто до 1914 року нараховувало близько 7000 мешканців, а за період окупації зменшилось до 3000 чоловік. В той час в магістрат на рівних правах обирались українці, євреї і поляки. Почали відновлювати свою роботу адміністративні служби, а також поштовий зв'язок. До речі, поштове відділення в місті виникло ще в середині другої половини XIX століття.
У Любомлі окупаційними австрійськими військами було створене етапне поштове відділення 259. Магістрат дав згоду на обслуговування більше як 120 гмін. Це велика територія, в яку входило до 900 населених пунктів. Поштарі використовували штемпелі з ручною Допискою вартості оплати.

## Історія випуску
Згідно з постановою міської Ради Любомля та начальника 259 австрійської етапної пошти підполковника А.Штерната у вересні 1918 року у Празькому мистецько-видавничому підприємстві «Уніон» було замовлено серію марок для поштового вжитку цивільного населення Любомльської округи. Малюнки марок були зроблені з фотографій і виконав їх учень Празької мистецької школи Капрі (Капер). Всього було випущено п'ять марок різних кольорів з зображенням найцікавіших архітектурних споруд міста. Марки мали розмір 30х24 мм, або 24х30 мм. Папір був білий або сіро-білий, звичайний, гумований. Було два варіанти марок, з зубцями 11 1/2 і беззубцевий. Беззубцеві марки випускались в листах на тонкому папері. Друкована форма 11 знаків в листі (2х6,одне поле незадруковане). На друкарському аркуші відбито форму два рази по системі тет-беш. Розмір аркушів 180 на І 50 мм. Кожна 11-та марка в листі мала перевернутий номінал.
Написи на кожній марці вгорі німецькою мовою Stadtpost Luboml, знизу — українською «МІЙСЬКА ПОЧТА ЛЮБОВНІ», а на номіналі 50 — «МІЙСЬКА ПОЧТА В ЛЮБОВНІ». На номіналі 25 написи переставлені місцями, український текст зверху а німецький знизу. Цей самий напис польською розміщений зліва — «Poczta miejska w Lubomlu» — і справа напис єврейською мовою - שטאָדטפּאָסט לובּאָמל.
Номінали на марках стоять 5, 10, 20, 25, 50, але в яких грошових знаках не вказано. Швидше за все, в гелерах, розмінній монеті Австро-Угорщини, Марки з зубцями випускались на грубому папері, накладом 15000 кожного варіанту.

## Мистецька вартість
Ці марки дуже цікаві для колекціонерів, по-перше, тим, що Любомль — єдине місто в Україні, яке в той період випустило серію марок з місцевими краєвидами, по-друге, вони цікаві тим, то написи на марках зроблені чотирма мовами: українською, німецькою, польською та єврейською (останній напис — на той час взагалі був унікальним для світової практики). До цього жодна з країн не друкувала марки чотирма мовами. Лише Організація Об'єднаних Націй значно пізніше випустила марки п'ятьма мовами. Українською мовою надруковано: «МІЙСЬКА ПОЧТА В ЛЮБОВНІ». Слід відзначити, що тоді назви деяких міст вживалися на давній, іноді народній вимові, Це підтверджує і наша землячка, артистка Наталія Ужвій, пишучи в своїй біографії, що вона народилась в Любовні. Але на іншими трьома мовами назву Любомль подано традиційно. На жаль, любомльські марки в міжнародному каталозі «Міхель» віднесені до Польщі, а не до України, хоча тоді була австро-угорська окупація. Вони ніколи не згадувались в радянських філателістичних каталогах.
Марки свідчать про те, що магістрат Любомля зумів об'єднати не тільки корінне населення, а й національні меншини.

## Опис марок
На марках зображена любомльська синагога, площа Ринок, костел Святої Трійці (двічі) і православна дерев'яна церква Різдва Пресвятої Богородиці. Подаємо конкретно опис кожної марки за номіналами:

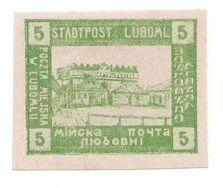

5. Світло-зеленого кольору, із зображенням величної старовинної синагоги з східної сторони, побудованої 1510 року. Вигляд з ринкової площі. З фронту будинки мешканців міста Самуїла Гетмана, Якова Натанзона і Броха Шапіро.

10. Матово-кармінова, з видом Ринкової площі і ансамблю мурованих магазинів побудованих гетьманом Браницьким в кінці XVIII століття. Також видно два телефонних стовпи на площі і силуети двох людей.

20. Сірого кольору, із зображенням католицького костелу Святої Трійці в фронті будинку Шмусля (Манишес Гінзбург Якова і Давида Корнфрахта).

25. Молочно-синя, із зображенням того ж костелу Святої Трійці, побудованого 1412 року. На передньому плані видно дзвіницю, побудовану 1640 року.

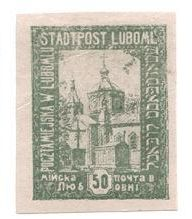

50. Сіро-зелена, із зображенням дерев'яної православної церкви Різдва Богородиці, побудованої 1884 року на місці старішого храму
Відомі пробні марки номіналом 5 — червона, 10 — зелена, 20 — синя, 25 та 50 — оливкові. Марки Любомля не були в поштовому обігу через відхід австро-угорської армії з міста 3.11.1918 року та зайняття його польськими військами. Весь наклад готових марок було продано в Празі філателістичним торгівцям. Проштамповані марки цієї серії штемпелем «Stadtpost Luboml» К и К Etapenpostamt" № 259, або № І80 зроблено приватно. Наявні проштамповані пізнішого походження і зроблені для філателістичних цілей Марки Любомля цього випуску, на сьогодні, є великою рідкістю і потребують ще свого вивчення як сторінки нашої історії.